# ۴۶۶۶۴ (عدد)
| → ۱۰‌هزار ۲۰‌هزار ۳۰‌هزار ۴۰‌هزار ۵۰‌هزار ۶۰‌هزار ۷۰‌هزار ۸۰‌هزار ۹۰‌هزار ← |                                          |
| کاردینال                                                           | 46664                                    |
| ترتیب                                                              | 46664th                                  |
| تجزیه                                                              | {\displaystyle 2^{3}\times 19\times 307} |
| دودویی                                                             | 1011011001001000                         |
| هگزادسیمال                                                         | B648                                     |

۴۶۶۶۴ عددی به‌طور کهین کثیر الاضلاعی می‌باشد.
این عدد همچنین شماره زندان نلسون ماندلا در بین سال‌های ۱۹۶۴ تا ۱۹۹۰ می‌باشد، که به همین نام کمپین اطلاع رسانی ایدز به دست ماندلا تأسیس شده و سری کنسرت‌های خیریه‌ای با این نام برگزار می‌کند.